# Iwo Rynkiewicz
Iwo Rynkiewicz (ur. 14 lutego 1970 w Warszawie) – polski twórca sztuki współczesnej. Malarz, rzeźbiarz współzałożyciel grupy twórczej 'Kobron'.

## Życiorys
Urodził się w Warszawie, a dorastał w Lidzbarku Warmińskim na Mazurach. Jego ojciec był pracownikiem administracyjnym, a matka Irena nauczycielką, córką szwedzkiego malarza Kurta Sandströma, po którym Iwo odziedziczył zamiłowanie do sztuki. 
Lata 1970-1980 to ciągłe podróże po Warmii ze względu na charakter pracy rodziców. Pod koniec tego okresu przeniósł się na południe Polski – w Katowicach zajmowała się nim babcia. Na stałe, wraz z rodzicami osiadł w Żorach w 1983, gdzie rozwijał swoje pasje i zainteresowania. Czas wchodzenia w dorosłość to okres buntu i kontestacja ówczesnej władzy. Iwo był trudnym dzieckiem, sprawiającym liczne problemy swoim rodzicom, ze względu na państwowy charakter ich pracy. Dekadencki styl życia doprowadził go do usunięcia z listy studentów katowickiego Uniwersytetu Ekonomicznego, gdzie studiował.

## Twórczość
W roku 1987 wraz z przyjacielem Krzysztofem Krupą i Jarosławem Kitą zainicjowali powstanie grupy artystycznej 'Kobron'. 'Kobron' przede wszystkim skupiał wokół siebie artystów szydzących z poprawności politycznej. W ich obrazoburczym podejściu do sztuki można było odnaleźć m.in. elementy biblijne przenikające się ze współczesną popkulturą. Iwo, będąc jednym z najbardziej aktywnych przedstawicieli grupy, realizował się w sztuce street art'owej tworząc graffiti.
Definitywnie w 1994 roku porzuca malarstwo na rzecz poszukiwania czystej formy w rzeźbie ceramicznej. W rodzinnym zakładzie ceramicznym, swojej  przyszłej żony, zaczyna tworzyć pierwsze dzieła. 
Jego twórczość charakteryzuje się motywami biblijnymi, a także historiami i postaciami przywodzącymi na myśl lata międzywojenne XX wieku. Jego formy ceramiczne są na ogół tajemnicze, wulgarne, zniekształcone, z piętnem bólu, szaleństwa, ale i zawierające krotochwile jak z obrazów Otto Dixa czy postaci żywcem wyjęte z teatru osobowości Barnum & Bailey Circus. 
Do jego najważniejszych dzieł należą serie PSYCHE oraz KIDS. Od czasu do czasu wraca również do tworzenia na płótnie, natomiast większość artystycznego czasu życia poświęca na obcowanie z gliną i ceramiką.